# بهداروند
بهداروند یکی از طوایف ایل بختیاری است که جزو شاخهٔ هفت لنگ و از باب بختیاروند است.

## پراکندگی جغرافیایی
- استان چهارمحال و بختیاری: در شهرستان‌های فارسان، کوهرنگ، اردل، لردگان و خانمیرزا
- استان خوزستان: در شهرستان‌های گتوند، شوشتر، مسجدسلیمان، لالی و اهواز، ایذه
- استان لرستان: در شهرستان الیگودرز

## تقسیمات ایلی
1. علاءالدین وند
2. اسنکی
3. آل جمالی
4. منجزی
5. بلیوند
6. مش مرداسی
7. دیناشی
8. برام عالی
9. فرگنی
10. شاه نظر
11. چنگایی
12. گندایی
13. مشهوند
14. اولکی
15. جانکی سردسیر
16. لرزانی
17. بهتری
18. سهرو
19. کیارسی
20. للری
21. شیخ احمدبلد
22. تردی
23. سبزواری
24. مقمرهی
25. عرب کمری
26. زِیلایی
27. کاله

## جمعیت و معیشت
بنابر آمار سال ۱۳۶۶، جمعیت «کوچندهٔ» بهداروندها شامل ۱۹۲۴ خانوار یا ۱۲۷۵۸ نفر بوده است.
بهداروندها از راه پرورش دام، کشاورزی و باغداری زندگی می‌گذراندند. بافت قالی و قالیچه، گلیم و زیلو، جاجیم و خورجین، پلاس، چادر و چوقا از مهم‌ترین صنایع‌دستی بهداروندهاست.

## پیشینه
خوانین بهداروند همیشه جزء قدرتمندترین و ثروتمندترین خوانین ایل بختیاری به حساب می‌آمدند. از لحاظ سیاسی از زمان زندی تا پهلوی بسیار قوی بودند طوری که پادشاهان با خان‌های بهداروند معاشرت می‌کردند.
از وقایع مهم در حیات اجتماعی بهداروندها، می‌توان به جنگ و ستیزهای درون ایلی آن‌ها با دورکی‌ها اشاره کرد. خوانین آنها برای کسب منصب ایلخانی، اغلب با یکدیگر رقابت و مبارزه می‌کرده‌اند. ازاین‌رو، هر طایفه، خان و رئیس خود را ایلخان، می‌شمرد. این طایفه‌مداری، سبب آشفتگی و اختلاف در تشخیص درست برخی ایلخانان و رهبران طایفه در منابع موجود شده است.
در جنگ‌های میان بهداروند و دورکی، اغلب طوایف: دورکی باب و بابادی باب به جز راکی و احمدمحمودی و گَلِه «خینِ چوی» (خون چوب: پیمان و اتحادی میان دو یا چند طایفه، به این معنا که تا زمان پاک شدن خون روی چوب، یار و یاور یکدیگر خواهند بود) یکدیگر؛ بهداروند و ممصالح چهارلنگ و همچنین راکی و احمدمحمودی و گله خینِ‌چوی هم بودند. وقتی که اختلافات و نزاع‌ها، بین دو گروه در ایل بختیاری از راه‌های مسالمت‌آمیز و کدخدامنشانه حل نمی‌شد و به جنگی روی می‌آوردند، گروه یا گروه‌هایی از بختیاری به یاری حریف ضعیف و کم‌زور می‌شتافتند، تا قدرت طرفین دعوا در جنگ، متوازن شود. این همیاران را که احتمالاً همبستگی خونی هم نداشتند، خینِ‌چویِ یکدیگر می‌نامیدند.
از دیگر وقایع مهم قابل ذکر در تاریخ بهداروندها، جنگ‌های اسدخانی، اسدخان بختیاروند رئیس بهداروند، میان سال‌های ۱۲۲۵–۱۲۵۶ق/۱۸۱۰–۱۸۴۰م ( با حبیب‌الله‌خان دورکی زراسوند، رئیس شاخهٔ دورکی هفت‌لنگ است. در این جنگ‌ها هفت‌لنگ‌ها، به دو گروه هوادار حبیب‌الله خان و اسدخان تقسیم و با هم درگیر شده بودند.
اسدخان از سرداران بزرگ بختیاری و مشهور به شیرکش یا شاه اسد، که در دلاوری از مردان بی نظیر زمان خود بود. وی علاوه بر شایستگی‌های فردی که از او شخصی ممتاز ساخته بود با دو وصلت قدرت خودرا افزوده بود. اول اینکه دختر طهماسب خان راکی را به زنی گرفته و دوم دختر خود را به ازدواج شیرمردی به نام نامدارخان منجزی بختیاروند درآورده بود.
او در زمان فتحعلی‌شاه قاجار به سبب شورش و اطاعت نکردن از حکومت و درگیری‌های فراوان با قوای حکومتی، همراه حبیب‌الله‌خان دورکی دستگیر و در تهران، زندانی شدند. پس از عفو و آزادی، در بازگشت به سرزمین بختیاری از آنها خواسته شد تا زغال و مواد سوختی توپخانهٔ قشون دولتی را، از جنگل‌های منطقهٔ بختیاری تأمین کنند. اسدخان از این کار سر باز زد از این‌روی، سپاهی به سرپرستی محمدعلی میرزا دولتشاه، در سال ۱۲۲۷ قمری، برای سرکوب او به منطقهٔ بختیاری فرستاده شد.
در این نبرد، که به «جنگ کُلُنچی»، معروف است، سپاه قاجار به فرماندهی محمدعلی میرزای دولتشاه، به اتفاق قوای فرانسوی و حمایت حبیب‌الله خان دورکی و هم‌پیمانانش از آنان، اسدخان و ایل بهداروند را، در منطقهٔ کوهستانی و صعب‌العبور «کُلُنچی»، در دامنه‌های شمالی زردکوه بختیاری، گرفتار جنگ نمودند. در این نبرد خونین، اسدخان بهداروند، با همکاری سردارانی همچون داودخان بهداروند، محمودخان بهداروند، ملاعیدی محمد خان منجزی، اسدالله خان منجزی، نامدارخان منجزی، عزیزخان منجزی، تَمبُرخان منجزی، آحسین منجزی (معروف به آحسین قَمه طلا یا آحسین شمشیر شُل)، آشهباز منجزی (معروف به آشهواز حَیسه سوار)، آ شعبان هلیلی، آ جافر اسنکی، آاَمان الله بلیوند، آحبیب الله مش مرداسی، آصیدال بک چنگایی (معروف به صیدال بَک)، آمندنی کاله، آمسیح کاله، طهماسب خان راکی، محمدیوسف خان احمدمحمودی، آاسحاق کَهیَش، آخسرو حموله و سواران ورزیده و تفنگچیان زبده طوایف بهداروند حصر خود را شکست و بهداروندها نجات پیدا کردند و به قلعه یا «دژ ملکان»، محل استقرار قبلی خود، که بعداً به «دژ اسدخان» معروف شد، بازگشتند. محمدعلی میرزا بار دیگر سپاه را آراست و مدت طولانی در پای دژ ملکان، با بهداروندها به جنگ پرداخت. سرانجام چون نتیجه ای حاصل نشد تصمیم گرفت شخصاً با اسدخان به گفتگو بنشیند. وقتی اسدخان شجاعت و مردانگی شاهزاده را دید که به تنهایی و به صورت ناشناس برای گفتگو باوی به پای دژ آمده است، شاهزاده را به درون دژ برد. و با گفتگو به مصالحه رسیدند و اسدخان از آن روز تا هنگام مرگ شاهزاده همواره جزو ملازمان نزدیک او بود.
پس از اسدخان بزرگ (معروف به اسدخان شیرکُش یا شاه اسد بهداروند) پسرش جعفرقلی خان، ریاست بهداروندها را به دست گرفت. او پس از سالها رقابت با خوانین دورکی و محمدتقی خان چهارلنگ بر سر دستیابی به منصب ایلخانی طوایف بختیاری، در پی شورش و سرپیچی از حکومت مرکزی به دستور حشمت‌الدوله، حاکم لرستان و بروجرد، در سال ۱۲۸۵ قمری، به قتل رسید.